# Влюблён по собственному желанию
«Влюблён по со́бственному жела́нию» — советский художественный фильм, поставленный режиссёром Сергеем Микаэляном в 1982 году.

## Сюжет
Игорь Брагин — бывший спортсмен, когда-то блиставший на чемпионатах по велогонкам, но теперь погрязший в алкогольной зависимости и работающий на заводе простым заточником. Как-то раз вечером он случайно встречает Веру, скромную библиотекаршу с добрым сердцем, которая крайне редко вылезает из своего уютного мира книг и тишины. Их встреча в метро оказывается судьбоносной. 
На следующий день Игорь и его сосед-собутыльник Коля решают позвонить Вере, обманом пригласив её к себе. Когда Вера приходит в гости, думая, что собирается помочь якобы больному Игорю, Коля умудряется выманить у неё три рубля на бутылку и, довольный своим планом, прогоняет Веру.
С этого момента зрителю становится ясно, что Вера — человек, который стремится помогать всем вокруг, но при этом живёт в небольшой, скромной квартире вместе с матерью и младшим братом. 
Игорь узнаёт её адрес и приходит к ней, чтобы попытаться продать ей свой наградной кубок. Вера стыдит его, Игорь в ответ жалуется, что у него ничего нет, кроме скучной работы, и даже влюбиться он не может. Вера предлагает ему с помощью аутотренинга вернуть вкус к жизни и влюбиться друг в друга.
Начинается их совместное путешествие по поиску положительных качеств в друг друге; однако процесс оказывается не таким простым, как им хотелось бы. Игорю совершенно не нравится внешний вид Веры, тогда как она, в свою очередь, не может скрыть пренебрежительное отношение к нему, догадываясь, что он совсем не тот идеал, о котором мечтала. Но всё равно он пытается за станком придумать аффирмации, а она — улучшить свою фигуру.
По субботам герои отправляются за город в поисках памятника, посвященного героям, павшим в Великой Отечественной войне. 
Вера, стремясь заполучить модную вещь, испытывает горькое разочарование. Она доверилась фарцовщице, которая обещала ей красивую кофточку, но вместо этого получила лишь тряпку.
Игорь, тем временем, оказывается в колхозе на уборке картошки, где между тяжелой работой завязывается интрижка с очаровательной Наташей. Вера начинает подозревать, что между ними что-то произошло, что приводит её в состояние отчаяния. Она чувствует себя некрасивой и пытается справиться с болью ревности. Подруга предлагает ей «перебить» чувства к Игорю, организуя слепое свидание с одним из своих знакомых.
Однако судьба играет злую шутку: Вера по ошибке знакомится с совершенно другим мужчиной – обаятельным, но не тем, кого она ожидала встретить. Когда она приходит к нему домой и осознаёт свою ошибку, то её охватывает ужас. Испугавшись, она бегает из его квартиры и находит ближайшую телефонную будку, чтобы позвонить Игорю. К её удивлению, он встречает её у подъезда. В этот момент Игорь впервые замечает, что Вера начинает ему нравиться, и эта искра неожиданно освещает их отношения.
В то же время Игорь сталкивается с предложением от старого знакомого о новом рабочем месте. Но, увидев, как тому кладут в стол подарок, который явно является взяткой, его энтузиазм быстро угасает. Это заставляет Игоря задуматься о моральных принципах.
И наконец, в один из день, после долгих поисков, герои находят нужную фамилию на памятнике и привозят к нему семью красноармейца. Этот момент становится кульминацией их отношений. Игорь разрывает отношения с Наташей и признаётся Вере, что она ему нравится. Они целуются и оказываются в постели.

## В ролях
| Актёр                | Роль                                                 |
| -------------------- | ---------------------------------------------------- |
| Олег Янковский       | Игорь Брагин                                         |
| Евгения Глушенко     | Вера Силкова                                         |
| Всеволод Шиловский   | Коля, сосед-собутыльник Игоря                        |
| Ирина Резникова      | Наташа, недолговечная пассия Игоря                   |
| Владимир Белоусов    | Гена, отдыхающий                                     |
| Наталия Егорова      | жена Геннадия, отдыхающая                            |
| Юрий Дубровин        | Петрушин, бригадир                                   |
| Сергей Лосев         | плановик                                             |
| Наталья Кононова     | журналистка из заводской газеты                      |
| Кира Крейлис-Петрова | мать Веры                                            |
| Иван Уфимцев         | незадачливый ухажёр-эстет (озвучивает Георгий Вицин) |
| Светлана Шершнёва    | Нина, подруга Веры                                   |

## Съёмочная группа
- Автор сценария: Александр Васинский
- Режиссёр-постановщик: Сергей Микаэлян
- Оператор-постановщик: Сергей Астахов
- Художник: Алексей Рудяков
- Композитор: Игорь Цветков

## Награды
- 1983 — XVI Всесоюзный кинофестиваль (Ленинград) по разделу художественных фильмов: Главный приз фильму «Влюблён по собственному желанию» (Сергей Микаэлян)[1].
- 1983 — XXXIII МКФ в Западном Берлине (ФРГ): Участие в основной программе, Приз «Серебряный Медведь» за лучшую женскую роль (Евгения Глушенко)
- 1983 — Опрос журнала «Советский экран»: Лучший актёр года (Олег Янковский)